# Ері Жаботинський
Ері Жаботинський (івр. ערי ז'בוטינסקי Ері-Тодрос, або Теодор (на честь Герцля) Жаботинський; 26 грудня 1910, Одеса — 6 червня 1969, Ізраїль) — ізраїльський політичний діяч, учасник сіоністського руху, син Володимира (Зеєва) Жаботинського .

## Біографія
Народився в Одесі, в сім'ї відомого політичного діяча Володимира (Зєєва) Жаботинського та Ганни (Іоанни) Гальперіної. Учасник молодіжного руху «Бейтар». У 1919 році зробив алію в Ерец-Ісраель, але в 1920 році поїхав до Франції. Навчався в Парижі, отримав ступінь інженера. З 1933 до 1935 року працював інженером на авіабудівному заводі. В 1935 повернувся і працював інженером на електростанції «Нахараїм» (заснована в 1930 Петром Рутенбергом) в Йорданській долині.
Член молодіжного руху Бейтар, в 1938 став членом керівництва руху. Сприяв «Аліє Бет» в Ерец-Ісраель і був заарештований мандатною британською владою в 1940 році. Після звільнення поїхав до США. Разом із Гіллелем Куком, Ар'є Бен-Елієзером, Шмуелем Мерліним та Іцхаком Бен-Амі заснував «Надзвичайний комітет із порятунку Європейського єврейства». Після повернення знову був заарештований та висланий у 1944 році.
У 1948 році, після проголошення Держави Ізраїль, повернувся до Ізраїлю і був обраний на перших в історії країни виборах до Кнесету в 1951 році за списком партії Херут. 20 травня 1951 року вийшов із партії та працював як незалежний депутат. Учасник громадського руху за права маронітів та інших конфесійних меншин в арабському світі.
Після парламентської діяльності займався викладацькою діяльністю, читав лекції з фізики в Університеті Техніон з 1955 по 1969 рік. У 1957 став доктором математики, захистивши ступінь в Єврейському університеті в Єрусалимі.
Ері Жаботинський — автор книг з математики (1955, 1958, 1968), спогадів про батька «Мій батько Зеев Жаботинський» (опубліковані посмертно в 1980, на івриті).
Син Ері Жаботинського, Зеєв (на честь діда) Жаботинський, — підприємець, а в минулому офіцер ВПС, бойовий пілот, один із кращих пілотів Ізраїлю.